# 腎上腺酸
肾上腺酸（英語：Adrenic acid），是一种二十二碳四烯酸（英語：Docosatetraenoic acid），化学式为C22H36O2。肾上腺酸是一种有22个碳原子组成的长链不饱和脂肪酸，在长链中有四个不饱和键。
肾上腺酸是一种由花生四烯酸，一种ω−6多元不饱和脂肪酸，通过在碳链尾部增加一个乙基形成的非必需脂肪酸。肾上腺酸是早期人类大脑富含最多的脂肪酸。